# بولينا بوريزكوفا
بولينا بوريزكوفا (ولدت بافلينا بوزيكوفا؛ 9 أبريل 1965) عارضة وممثلة ومؤلفة تشيكية تحمل الجنسية المزدوجة للولايات المتحدة والسويدية، أصبحت أول امرأة من أوروبا الوسطى ظهرت على غلاف مجلة سبورتس اليستريتد سويم سووت ايشيوز في عام 1984 تعتبر ثاني مرأة بعد كريستي برينكلي تظهر على غلاف مجلة سويم سووت ايشيوز مرتين متتالين عام 1984 و 1985. انضمت إلى لجنة تحكيم برنامج أميركان نيكست توب موديل في ثلاثة مواسم من الموسم 10 إلى 12. في يونيو 2017 نشرت صحيفة نيويورك تايمز في صفحاتها مقالها الافتراضي «أمريكا جعلتني نسوية».

## نشأتها
وُلدت بوريزكوفا في بروستوف، بتشيكوسلوفاكيا، وهي طفلة صغيرة عندما فر والداها من تشيكوسلوفاكيا إلى لوند، السويد، هربًا من غزو حلف وارسو عام 1968. لقد تركت في رعاية جدتها. لم تسمح السلطات التشيكوسلوفاكية لوالديها باستعادتها، وتم نشر المعركة التي تلت ذلك على نطاق واسع في الصحافة السويدية، مما جعل اسم بولينا بوريزكوفا مثير جدلاً واسع النطاق. بعد محاولة إنقاذ فاشلة، عادت فيها والدتها الحامل إلى تشيكوسلوفاكيا واحتجزتها الشرطة الوطنية لفترة قصيرة ثم وضعت قيد الإقامة الجبرية، تسبب الضغط السياسي الدولي بقيادة أولوف بالمه في أن تسمح الحكومة الشيوعية لعائلة بورجيزك لحدوث لم الشمل بعد سبع سنوات. حصلت بوريزكوفا على الجنسية السويدية. سرعان ما انتهى لم الشمل عندما غادر والد بوريزكوفا الأسرة، وتقدم والديها بطلب للطلاق، ورفض والدها دفع إعالة الطفل لبولينا وشقيقها الأصغر. بوريسكوفا ووالدها قد انفصل منذ شبابها. تزوجت والدتها مرتين إضافيتين على الأقل، وابتداء من عام 2010 ، تعمل بولينا في فيلق السلام في أوغندا.

## حياتها الشخصية
في 23 أغسطس 1989 ، تزوج بوريزكوفا من ريك أوكاسيك ، مغني الرئيسي لفرقة الروك ذا كارس. التقيا في عام 1984 أثناء تصوير الفيديو الموسيقي، روق الزوجين بولدين، جوناثان رافين أوتاسيك (مواليد 4 نوفمبر 1993) ، وأوليفر أوتاسيك (مواليد 1999). في مايو 2018 ، أعلنت بوريزكوفا أنها وأوكاسيك قد انفصلا قبل عام.

## روابط خارجية
- بولينا بوريزكوفا على موقع IMDb (الإنجليزية)
- بولينا بوريزكوفا على موقع ألو سيني (الفرنسية)
- بولينا بوريزكوفا على موقع ميوزك برينز (الإنجليزية)
- بولينا بوريزكوفا على موقع أول موفي (الإنجليزية)
- بولينا بوريزكوفا على موقع قاعدة بيانات الأفلام السويدية (السويدية)
- بولينا بوريزكوفا على موقع إن إن دي بي (الإنجليزية)
- بولينا بوريزكوفا على موقع قاعدة بيانات الفيلم (الإنجليزية)
- بولينا بوريزكوفا على موقع كينوبويسك (الروسية)
- بولينا بوريزكوفا على موقع دليل عارضات الأزياء (الإنجليزية)
- ون إن ون- بولينا بوريزكوفا على يوتيوب
- Biodata